# 中丸精十郎
中丸 精十郎（なかまる せいじゅうろう、天保11年1月1日（1840年2月3日）（異説1841年） - 明治28年（1895年）11月15日）（異説1896年）は、日本の画家。明治時代前期に活躍した洋画家・日本画家、版画家。雅号は金峯
・金峰:7上。

## 略歴
甲府城下（山梨県甲府市若松町）に生まれる。父は「精七」、母は「婦さ」で精十郎は長男。精十郎の妻（後妻）はか祢で、長男は蓮一（精十郎）。
甲府横近習町の文人画家である竹邨三陽（たけむらさんよう）の画塾に学び、南画家の日根対山に師事する。対山は1869年（明治2年）に死去するが、精十郎はこれ以前に対山門下を離れており、この頃には精十郎の父が死去し家督を相続したものと考えられている。この時期には播磨国林田藩儒者の河野鉄兜（1867年（慶応3年）死去）との書が合作を手がけている。
その後は上京し、1872年（明治5年）には洋画家へ転向し、東京御徒町の川上冬崖の私塾聴香読画館で洋画を学び、石版画、銅版画なども習得している。
1874年（明治7年）には陸軍省参謀本部陸地測量部に出仕する（『官員録』）。翌明治8年には石井鼎湖、高橋由一らと石版印刷所玄々堂で石版画を研究する。同年には東京神田猿楽町に画塾を開校し、山下りん、大下藤次郎、真野紀太郎、藤島武二、小野行蔵らを指導する。
明治10年には戸山学校教官となっており、1886年（明治19年）にはまで在籍が確認される。1885年（明治18年）には御用掛准判任として陸軍将官の肖像を描いている。
明治政府は1876年（明治9年）に洋画教育のためお雇い外国人のアントニオ・フォンタネージを招き工部美術学校を設立すると、精十郎も入学している。精十郎は軍務の傍ら週三回生として学び、1882年（明治15年）6月までは在校が確認されている。フォンタネージの帰国後はアッキレ・サン・ジョヴァンニに学ぶ。
1883年（明治16年）には陸軍を退官。1889年（明治22年）には明治美術会員となる。1895年（明治28年）には墓参のため山梨へ戻り、地元で死去。
墓所は東京都台東区谷中の瑞輪寺。長男の蓮一は東京美術学校に学んだ画家で、印刷会社設立などを行っている。